# Marianne Marthinsen

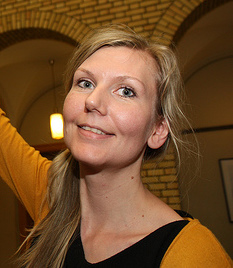
Marianne Marthinsen, 2012

Marianne Marthinsen (* 25. August 1980 in Jevnaker) ist eine norwegische Politikerin, die während ihrer aktiven politischen Zeit der sozialdemokratischen Arbeiderpartiet (Ap) angehörte. Von 2005 bis 2021 war sie Abgeordnete im Storting.

## Leben
Marthinsen stammt aus Sløvika in der Kommune Jevnaker. Im Alter von 16 Jahren zog sie nach Oslo und sie wurde Mitglied der Ap-Parteijugend Arbeidernes Ungdomsfylking (AUF). Nach dem Abschluss der Schulzeit im Jahr 1999 war sie bis 2001 als AUF-Generalsekretärin in Oslo tätig. In Oslo diente sie zwischen 2000 und 2001 zudem als stellvertretende AUF-Vorsitzende. Im Jahr 2001 begann sie ein Wirtschaftsstudium. Von 2002 bis 2003 fungierte sie schließlich als Beraterin für internationale Angelegenheiten bei der AUF, bevor sie von 2003 bis 2005 als Redaktionsassistentin beim Norsk rikskringkasting (NRK) arbeitete.
Bei der Parlamentswahl 2005 zog Marthinsen erstmals in das norwegische Nationalparlament Storting ein. Dort vertrat sie den Wahlkreis Oslo. Von 2005 bis 2012 war sie Mitglied im Energie- und Umweltausschuss, im Oktober 2012 wechselte sie in den Finanzausschuss. Zwischen Juni 2014 und September 2017 fungierte sie schließlich als erste stellvertretende Vorsitzende des Ausschusses und als finanzpolitische Sprecherin ihrer Partei. Ihr Nachfolger wurde Trond Giske, was parteiintern zu Kritik führte. Nach der Wahl 2017 begann sie ihre Tätigkeit im Außen- und Verteidigungsausschuss. Des Weiteren war Marthinsen zwischen September 2011 und September 2013 Mitglied im Fraktionsvorstand der Arbeiderpartiet. Im Februar 2020 erklärten sie und Jette F. Christensen, dass sie bei der Parlamentswahl 2021 nicht erneut für einen Sitz kandidieren werden. Marthinsen begründete ihr Vorgehen mit den parteiinternen Spannungen, die entstanden, nachdem Trond Giske im Jahr 2017 ihren Posten als finanzpolitischer Sprecherin übernahm. Sie schied in der Folge im Herbst 2021 aus dem Storting aus.
Im September 2021 veröffentlichte sie mit Selveiersanger ihren Debütroman im Aschehoug Verlag. Marthinsen begann im Jahr 2022 bei der Arbeitgeberorganisation Finans Norge zu arbeiten. Im Dezember 2024 gab sie der norwegischen Zeitung Vårt Land gegenüber an, dass sie aus der Arbeiderpartiet ausgetreten sei.

## Werke
- 2008: Mellom maktene. Norske strategiske interesser, Oslo
- 2019: Rødt lys – det store skatteranet. Cappelen Damm (mit Maria Walberg)
- 2021: Selveiersanger. Aschehoug